# Alter Ego (película)
Alter Ego es una película dramática nigeriana de 2017 escrita por Jude Martins, dirigida por Moses Inwang y producida por Esther Eyibio. Está protagonizada por Omotola Jalade, Wale Ojo, Jide Kosoko y Kunle Remi.

## Sinopsis
Una exitosa abogada ha dedicado gran parte de su vida profesional a enjuiciar a delincuentes sexuales. Ada Igwe (Omotola Jalade) no solo confía en la ley, sino que utiliza métodos ortodoxos para asegurarse de que los culpables de abuso de menores y delitos sexuales paguen por sus delitos. Su búsqueda de justicia está influenciada por ser ella misma víctima de abuso durante su niñez. Sin embargo, su impulso de castigar a los delincuentes sexuales se ve obstaculizado por su gran deseo sexual. Sin poder contener sus deseos carnales se involucra con oficiales y empleados para satisfacer sus instintos, sin importarle el momento o lugar.

## Elenco
- Omotola Jalade Ekeinde como Adaora Igwe
- Wale Ojo
- Esther Eyibio
- Kunle Remi
- Emem Inwang
- Jide Kosoko

## Recepción
Alter Ego obtuvo una recepción mixta. Vanguard News comentó: "Omotola ha demostrado una vez más que todavía está en el juego con una actuación fuerte y convincente como Adaora Igwe. Interpreta a una abogada y adicta al sexo, cambiando sin problemas entre ambos personajes. Eres literalmente absorbido por su mundo e incluso con sus defectos, te encuentras todavía apoyando su éxito. A pesar del aumento de peso, todavía mantiene su atractivo sexual por el que sus fans han llegado a amarla".
Review Naija escribió: "Mi mayor inconveniente con esta película es que los personajes no estaban completamente desarrollados. El comienzo se sintió apresurado, pudimos ver mucho a Ada pero no a ningún otro personaje. Incluso así, creo que su personaje podría haberse desarrollado más. Cuando terminó, estaba intrigado (como estoy seguro de que lo estarás cuando veas la película), pero no me interesé lo suficiente en ninguno de los personajes para que me importara cómo terminaron".